# Acalypha rafaelensis
Acalypha rafaelensis är en törelväxtart som beskrevs av Paul Carpenter Standley. Acalypha rafaelensis ingår i släktet akalyfor, och familjen törelväxter. Inga underarter finns listade i Catalogue of Life.